# Okabena
Okabena és una població dels Estats Units a l'estat de Minnesota. Segons el cens del 2000 tenia 185 habitants.

## Demografia
Segons el cens del 2000, Okabena tenia 185 habitants, 76 habitatges, i 49 famílies. La densitat de població era de 340,1 habitants per km².
Dels 76 habitatges en un 28,9% hi vivien nens de menys de 18 anys, en un 52,6% hi vivien parelles casades, en un 7,9% dones solteres, i en un 35,5% no eren unitats familiars. En el 32,9% dels habitatges hi vivien persones soles el 19,7% de les quals corresponia a persones de 65 anys o més que vivien soles. El nombre mitjà de persones vivint en cada habitatge era de 2,43 i el nombre mitjà de persones que vivien en cada família era de 3,08.
Per edats la població es repartia de la següent manera: un 29,2% tenia menys de 18 anys, un 7,6% entre 18 i 24, un 25,9% entre 25 i 44, un 15,1% de 45 a 60 i un 22,2% 65 anys o més.
L'edat mediana era de 35 anys. Per cada 100 dones de 18 o més anys hi havia 98,5 homes.
La renda mediana per habitatge era de 32.188 $ i la renda mediana per família de 35.500 $. Els homes tenien una renda mediana de 28.438 $ mentre que les dones 19.375 $. La renda per capita de la població era de 14.332 $. Cap de les famílies i l'1,5% de la població estaven per davall del llindar de pobresa.

## Poblacions més properes
El següent diagrama mostra les poblacions més properes.